# Чернолицая питтоподобная муравьеловка
Чернолицая питтоподобная муравьеловка (лат. Formicarius analis) — вид воробьиных птиц из семейства муравьеловковых. Выделяют 11 подвидов.

## Таксономия
Подвиды F. a. hoffmanni и F. a. moniliger иногда считают самостоятельными видами.

## Распространение
Вид широко распространён в тропиках Нового Света от Гондураса до северной части Южной Америки.

## Описание
Длина тела 18—19 см, масса 59 г. Верхние части тела рыже-коричневые, нижние более бледные. Лицо и горло чёрные. Под хвостом и за глазом присутствуют участки рыжего. Оперение у самцов и самок схожее.

## Биология
Насекомоядны. Питаются муравьями и другими насекомыми.

## Охранный статус
МСОП присвоил виду охранный статус LC.